# Pürgen
Pürgen är en kommun och ort i Landkreis Landsberg am Lech i Regierungsbezirk Oberbayern i förbundslandet Bayern i Tyskland.
Kommunen ingår i kommunalförbundet Pürgen tillsammans med kommunerna Hofstetten och Schwifting.